# Mayotte-i labdarúgó-válogatott
A mayotte-i labdarúgó-válogatott a Franciaországhoz tartozó, Mayotte szigetének a labdarúgó-válogatottja. A csapat a Mayotte-i Labdarúgó Liga irányítása alatt áll. A válogatott nem tagja sem a Nemzetközi Labdarúgó-szövetségnek, sem pedig az Afrikai Labdarúgó-szövetségnek, emiatt nem vehet részt a labdarúgó-világbajnokságok vagy az afrikai nemzetek kupája selejtezőiben.

## Nemzetközi eredmények
Indiai-óceáni játékok
- Bronzérmes: 1 alkalommal (2007)

## Mérkőzések

### Következő mérkőzések
| Időpont | Kiírás | Helyszín | Ellenfél |
| ------- | ------ | -------- | -------- |
|         |        |          |          |

## Külső hivatkozások
- Mayotte az eloratings.net-en

1. ↑  World Football Elo Ratings. eloratings.net